# ليمان ودارد
ليمان ودارد (بالإنجليزية: Lyman Woodard)‏ هو عازف جاز وعازف بيانو أمريكي، ولد في 3 مارس 1942، وتوفي في 24 فبراير 2009 في أوسو في الولايات المتحدة.

## وصلات خارجية
- ليمان ودارد على موقع ميوزك برينز (الإنجليزية)
- ليمان ودارد على موقع ديسكوغز (الإنجليزية)